# Relaciones Estados Unidos-Suecia

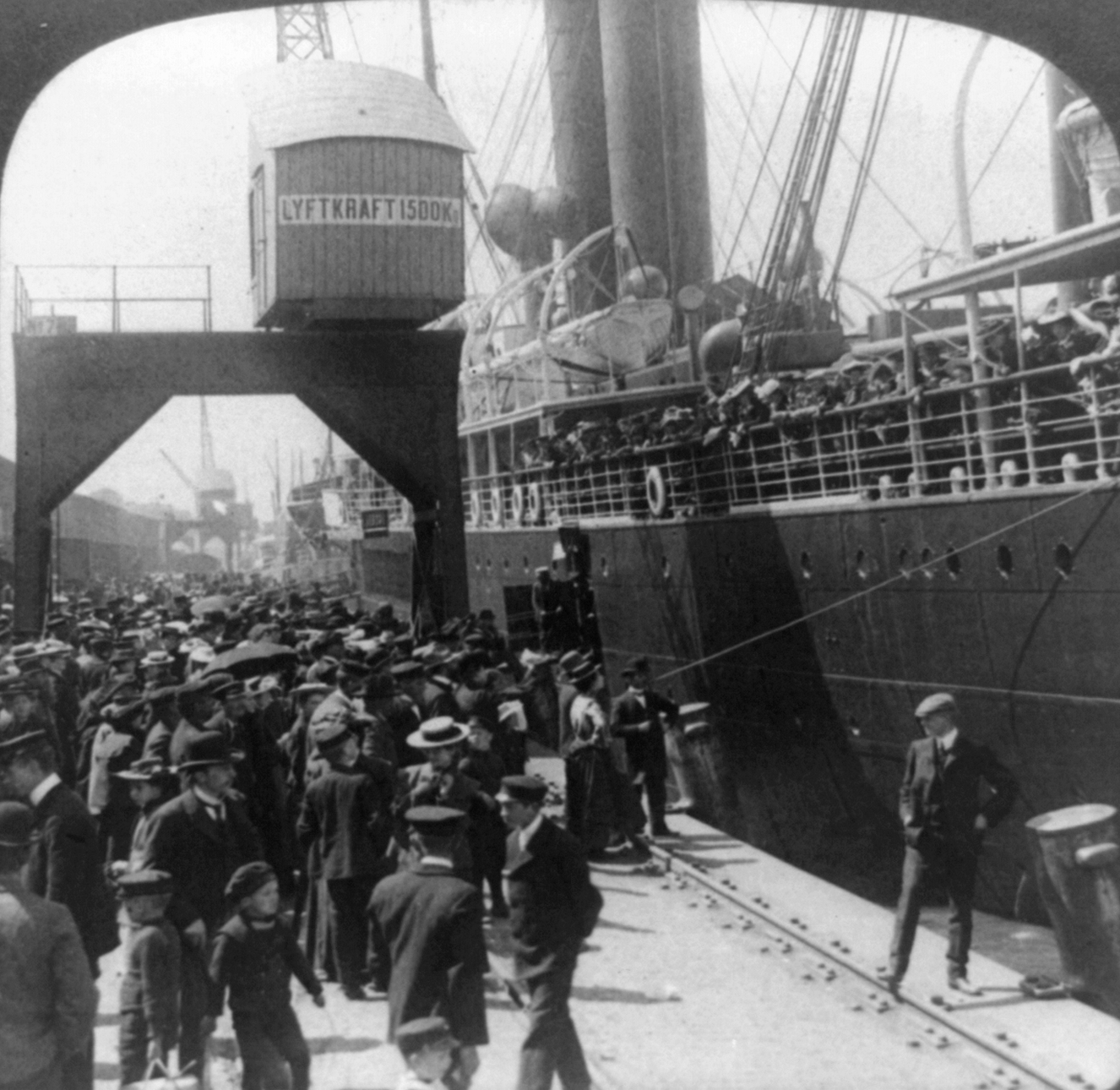
Un barco que sale del puerto de Gotemburgo, Suecia, en camino a Estados Unidos.

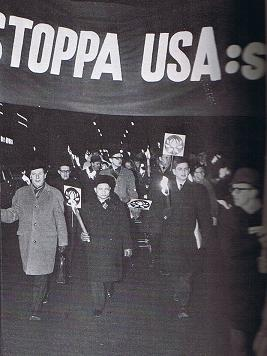
Olof Palme manifestándose junto al embajador de Vietnam del Norte Nguyen Tho Chyan el 21 de febrero de 1968 en Estocolmo.

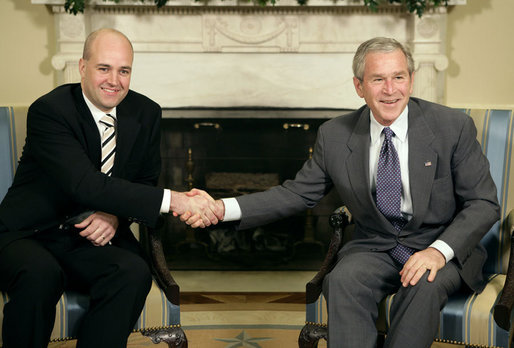
El primer ministro sueco Fredrik Reinfeldt y el presidente de los Estados Unidos George W. Bush en la Casa Blanca el 15 de mayo de 2007.

Las relaciones Estados Unidos-Suecia son las relaciones diplomáticas entre Estados Unidos y Suecia. Las relaciones sueco-estadounidenses se remontan a los días de la guerra de Independencia de los Estados Unidos. El Reino de Suecia fue el primer país que no participó formalmente en el conflicto (aunque miles de voluntarios suecos participaron del lado de los patriotas) en reconocer a los Estados Unidos de América antes del Tratado de París. El Tratado de Amistad y Comercio se firmó posteriormente en 1783 entre Benjamin Franklin y el representante sueco Gustaf Philip Creutz.
Según el Informe de liderazgo global de EE. UU. de 2012, el 36% de los suecos aprueba el liderazgo de EE. UU., con un 30% de desaprobación y un 34% de incertidumbre.
Bajo un mandato integral, la política de no alineación de Suecia lo ha llevado a servir como Poder protector para los Estados Unidos y para representar a Washington en Corea del Norte en asuntos consulares.

## Historia de las relaciones
Como muchas potencias europeas, Suecia participó en la colonización de América que comenzó en el siglo XVII. La primera colonia sueca a lo largo de las orillas del río Delaware se estableció en 1638 (ver Nueva Suecia).
Suecia fue el primer país que no participó en la Guerra Revolucionaria Americana en reconocer a la joven república estadounidense. El conde sueco Axel von Fersen fue un distinguido soldado durante la guerra, sirviendo como intérprete entre el General Jean-Baptiste Donatien de Vimeur de Rochambeau y el General Washington. En 1783, el embajador de los Estados Unidos en París, Benjamin Franklin, y el embajador de Suecia, el Conde Gustaf Philip Creutz, firmaron un  Tratado de Amistad y Comercio.
Durante el período comprendido entre 1820–1930, aproximadamente 1,3 millones de suecos, un tercio de la población del país emigró a América del Norte y la mayoría de ellos a los Estados Unidos. Al igual que la diáspora irlandesa, fue provocada por la pobreza en Suecia, que se agravó durante los años malos. Solo el Reino Unido de Gran Bretaña e Irlanda (especialmente Irlanda) y Noruega tuvieron una tasa de emigración más alta. La mayoría de los emigrantes suecos se establecieron en el centro y oeste de los Estados Unidos. En 1910, Chicago tenía una mayor población de suecos que Gotemburgo. Minnesota también era un lugar donde se asentaron muchos emigrantes suecos. La mayoría de los suecos-estadounidenses lucharon en la guerra civil americana en el lado de la Unión. (Ver también John Ericsson)
El primer jefe de Gobierno sueco que se reunió con un presidente de los Estados Unidos fue  primer ministro Tage Erlander, quien visitó Harry S. Truman en la Casa Blanca en 1952.
El período entre 1968 y 1976 también marcó un período frío en las relaciones políticas entre Suecia y los Estados Unidos, principalmente debido a la oposición vocal del gobierno sueco a la guerra de Vietnam. En febrero de 1968, los Estados Unidos retiraron de Suecia a su Embajador después de que el ministro de Educación de Suecia y el futuro primer ministro Olof Palme, un  Demócrata Social , había participado en una protesta en Estocolmo contra la guerra junto con el embajador de Vietnam del Norte en la Unión Soviética Nguyen Tho Chan. El puesto de Embajador de EE. UU. en Suecia permaneció vacante hasta febrero de 1970. En diciembre de 1972, Olof Palme (entonces primer ministro) pronunció un discurso en la radio nacional sueca en la que comparó los  bombardeos estadounidenses de Hanói a algunos de las peores atrocidades cometidas por los nazis. El gobierno de los EE. UU. Calificó la comparación de un "insulto grave" y una vez más decidió congelar sus relaciones diplomáticas con Suecia (esta vez la congelación duró más de un año).
Las relaciones mejoraron cuando Thorbjörn Fälldin se convirtió en primer ministro sueco en 1976, y tras el asesinato de Olof Palme en 1986 y la sucesión de Ingvar Carlsson como nuevo primer ministro, las relaciones sueco-americanas mejoraron. Ingvar Carlsson se reunió con el presidente Ronald Reagan en 1987, la primera vez que un primer ministro sueco fue invitado a la Casa Blanca desde 1961, cuando Erlander visitó a Kennedy.
El sucesor de Carlsson como primer ministro, Carl Bildt, visitó tanto al Presidente George H. W. Bush en 1992 como al Presidente Bill Clinton en 1994.
Inmediatamente después de los ataques del 11 de septiembre de 2001, el gobierno sueco expresó sus simpatías con los Estados Unidos y apoyó la invasión de Afganistán liderada por los Estados Unidos. Sin embargo, al igual que muchos otros gobiernos europeos, Suecia se opuso a la invasión de Irak en 2003, razonando que la invasión fue una violación de derecho internacional. Sin embargo, el primer ministro Göran Persson fue relativamente moderado en sus críticas a los Estados Unidos en comparación con las fuertes críticas de Olof Palme durante la guerra de Vietnam.
En la Declaración de política del gobierno presentada al Riksdag el 6 de octubre de 2006, el nuevo primer ministro de centro-derecha Fredrik Reinfeldt declaró que el nuevo gobierno trabajará por un "fortalecimiento de las relaciones transatlánticas". El partido de Reinfeldt, el Partido Moderado, es más proestadounidense que los socialdemócratas y apoyó la invasión de Irak en 2003 y la membresía sueca de OTAN. Reinfeldt visitó al presidente Bush en la Casa Blanca el 15 de mayo de 2007.
Siguiendo la primera campaña presidencial de Donald Trump, en la que se refirió a "lo que ha pasado anoche en Suecia" el gobierno solicitó una aclaración al Departamento de Estado de EE. UU. con respecto a la comprensión de Trump de lo que estaba sucediendo en Suecia. El 19 de febrero, el Gabinete de Suecia solicitó una explicación a la Casa Blanca y la Embajada de Suecia en los Estados Unidos ofreció informar a la administración de los EE. UU. en el futuro sobre las políticas de inmigración e integración de Suecia. El 23 de febrero, el Ministerio de Relaciones Exteriores de Suecia se refirió a las discusiones sobre las políticas de refugiados de Suecia como "simplistas y, en ocasiones, completamente inexactas".
El 6 de marzo de 2018, el primer ministro Stefan Löfven visitó los Estados Unidos y se reunió con el presidente Donald Trump.

## Relaciones económicas
Los Estados Unidos y Suecia tienen fuertes relaciones económicas. Estados Unidos es actualmente el tercer socio comercial de exportación de Suecia, y las empresas estadounidenses son las empresas extranjeras más representadas en Suecia.

## Relaciones militares

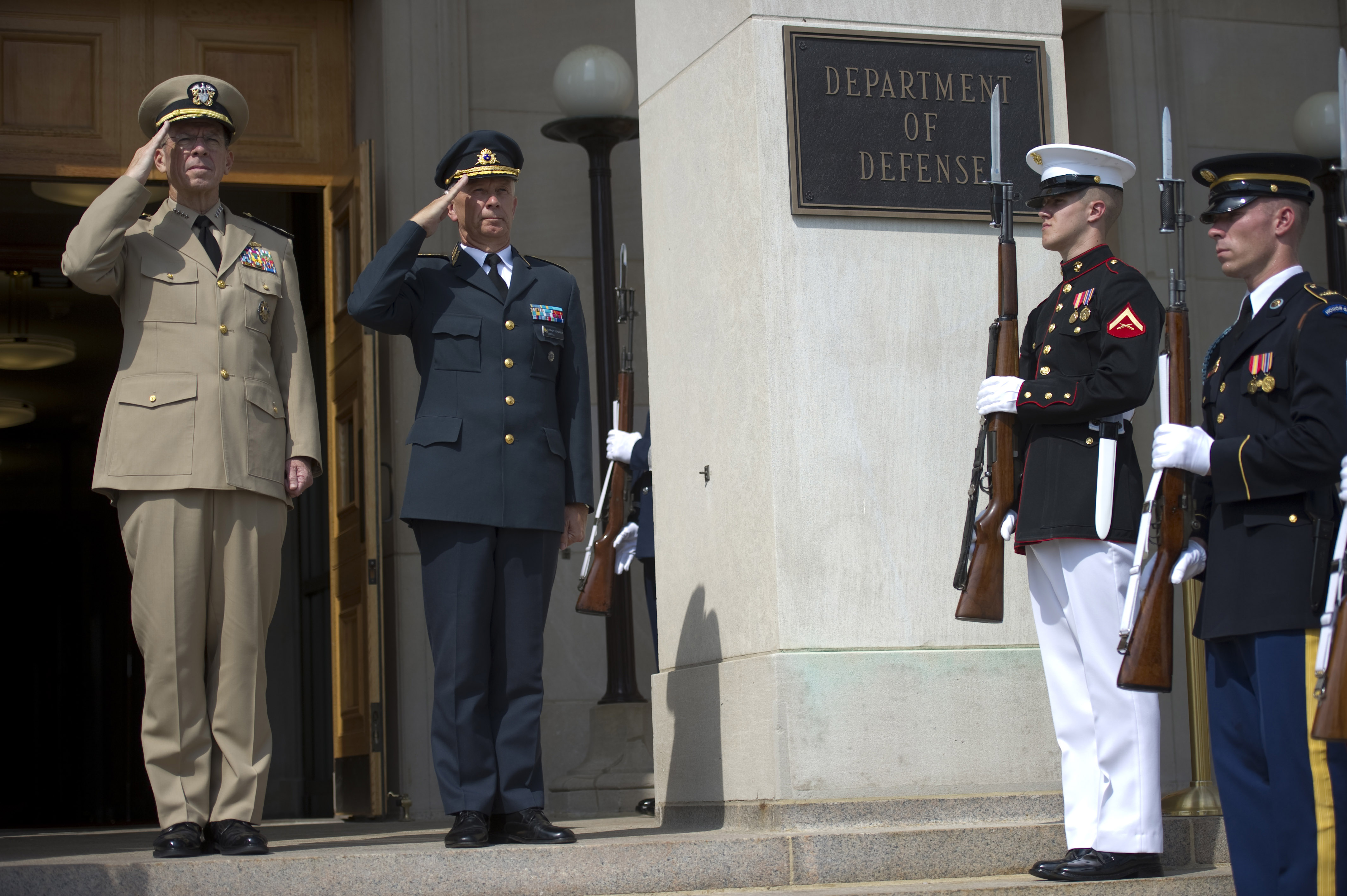
El jefe del Estado Mayor Conjunto, almirante Mike Mullen, de la Armada de los EE. UU., da la bienvenida al Pentágono al comandante supremo de las Fuerzas Armadas suecas, general Sverker Göranson.

Aunque Suecia tiene una larga política de neutralidad política en los asuntos internacionales, Suecia participa en la Asociación del Consejo Euroatlántico. Suecia actualmente participa con alrededor de 500 soldados en la Fuerza Internacional de Asistencia para la Seguridad (ISAF), bajo el mando de OTAN, en Afganistán. Cuatro partidos representados en el Parlamento, el centro-derecha Alianza, apoyan la membresía de la OTAN. Durante la guerra civil libia de 2011, la Fuerza aérea sueca trabajó estrechamente con la OTAN y los Estados Unidos.
Durante la Guerra Fría, el gobierno sueco hizo en secreto preparativos para recibir ayuda militar de los Estados Unidos en caso de agresión Unión Soviética.

## Enlaces culturales
Reflejando el hecho de que Suecia tiene una mayor proporción de angloparlantes que la mayoría de los otros países que nunca formaron parte del [Imperio Británico], los productores y compositores suecos han jugado un papel importante en el sonido de la música pop estadounidense desde los años noventa. Uno en particular, Max Martin, ha escrito y producido más éxitos número uno de Billboard Hot 100 que cualquier compositor o productor estadounidense.
El 18 de febrero de 2017, el presidente Donald Trump hizo comentarios que algunos interpretaron en el sentido de que pensaba que recientemente había ocurrido un ataque terrorista en Suecia, aunque lo negó y dijo que se estaba refiriendo a un informe de noticias. La Embajada de Suecia en Washington D,C. solicitó una aclaración del Departamento de Estado de EE. UU. El 19 de febrero, Trump explicó en Twitter que su declaración se basó en una entrevista del 17 de febrero en Fox News sobre la inmigración en Suecia.